# Anthony Heald
Philip Anthony Mair Heald (* 25. srpna 1944, New Rochelle, USA) je americký herec.

## Počátky
Narodil se v New Rochelle v USA do rodiny editora. Studoval na Michiganské státní univerzitě.

## Kariéra
Před kamerou se poprvé objevil v roce 1964 v seriálu Another World. Jeho pravděpodobně nejznámější rolí je role doktora Chiltona z filmů Mlčení jehňátek a Červený drak. Českým divákům pak může být znám z velké spousty úspěšných celovečerních filmů. Patří k nim snímky jako Sirotci, Případ Pelikán, Nevinné tahy, 8 MM nebo X-Men: Poslední vzdor.
Objevil se také v hlavních rolích seriálů jako Bostonská střední nebo Kauzy z Bostonu.

## Ocenění
Za svou roli v seriélu Bostonská střední byl dvakrát nominován na Satellite Award, ocenění však nezískal.

## Osobní život
Je ženatý s Robin Herskowitz, se kterou má dceru Zoe a syna Dylana. Díky své manželce konvertoval k judaismu. Žije v Ashlandu.

## Vybraná filmografie

### Filmy
- 1983 - Silkwoodová
- 1984 - Učitelé
- 1987 - Šťastný Nový rok, Sirotci, Rozkacená sudba
- 1990 - Pohlednice z Hollywoodu
- 1991 - Mlčení jehňátek, Super
- 1992 - Šepoty ve tmě
- 1993 - Případ Pelikán, Nevinné tahy, Malá pistolnice Jo
- 1994 - Nebezpečný klient
- 1995 - Zmatkář, Polibek smrti
- 1996 - Čas zabíjet
- 1998 - Chobotnice
- 1999 - 8 MM
- 2000 - Životní zkouška
- 2002 - Červený drak
- 2006 - X-Men: Poslední vzdor, Bezva vejška

### Televizní filmy
- 1986 - Případ neoprávněného zabití
- 2004 - Pomsta ženy středního věku

### Televizní seriály
- 1964 - Another World
- 1991 - Zákon a pořádek
- 1994 - To je vražda, napsala
- 1997 - LIBERTY! The American Revolution
- 2000 - Akta X, Bostonská střední
- 2005 - Vražedná čísla, Kauzy z Bostonu
- 2006 - Closer